# Val de Bagnes (obec)
Val de Bagnes je obec v západní (frankofonní) části Švýcarska, v kantonu Valais. Žije zde přes 10 tisíc obyvatel.

## Geografie

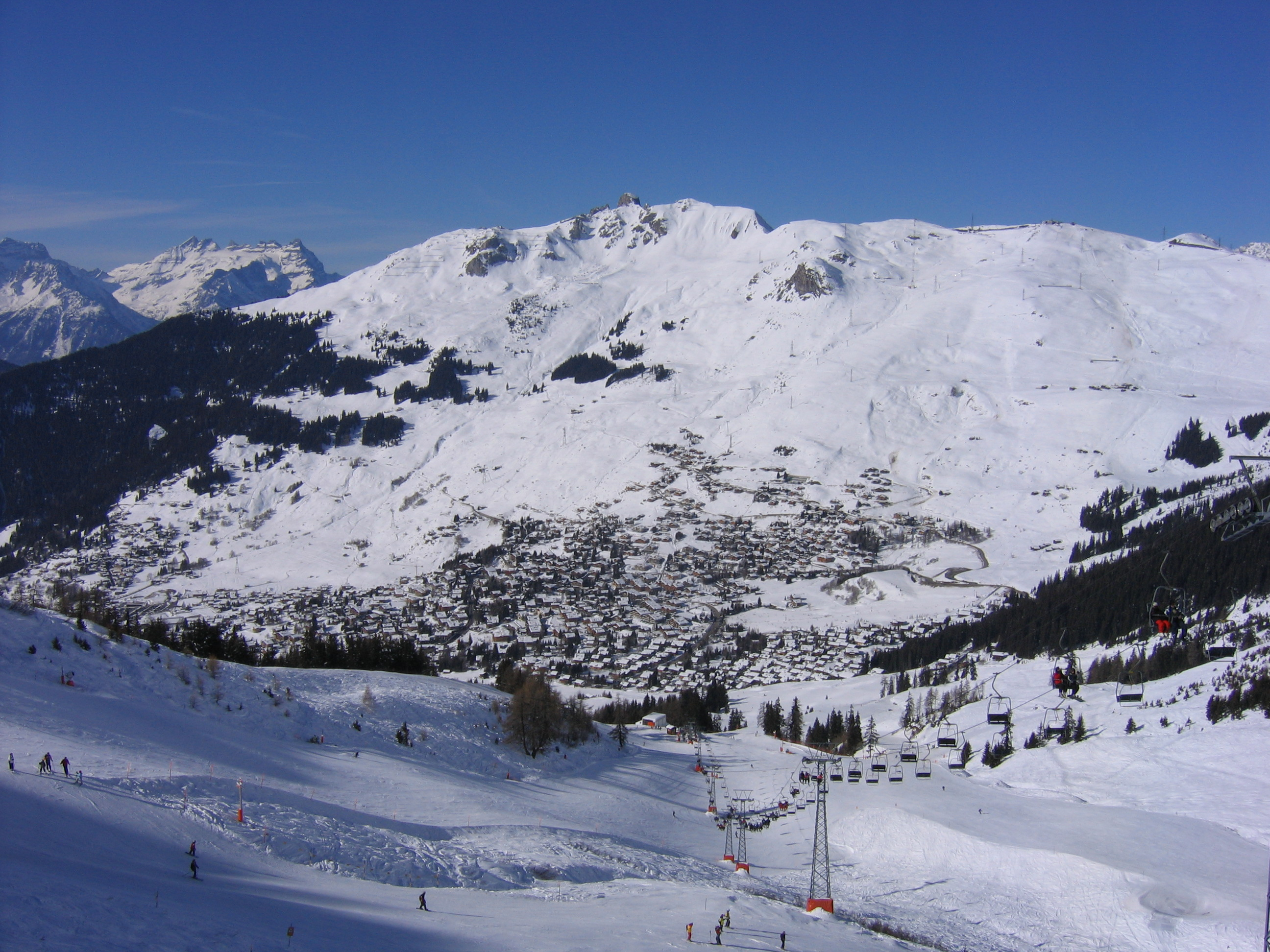
Verbier

Val de Bagnes je rozlohou největší obcí kantonu Valais (301,91 km²) a jednou z největších obcí ve Švýcarsku.
Území obce zabírá většinu údolí Val de Bagnes. Údolím protéká řeka Dranse de Bagnes, která odvodňuje vodní nádrž Lac de Mauvoisin. K obci patří také Chemin-Dessus a Vens (Sembrancher), dvě vesnice, které jsou geograficky mimo údolí Val de Bagnes.
Obec tvoří celkem 26 vesnic a osad: Bonatchiesse, Bruson, Champsec, Chemin-Dessus, Le Châble, Le Cotterg, Cries (Vollèges), Etiez, Le Fregnoley, Fionnay, Fontenelle, Levron, Lourtier, Mayens-de-Bruson, Mauvoisin, Médières, Montagnier, Les Places, Prarreyer, Le Sapey, Sarreyer, Vens, Verbier, Versegères, Villette a Vollèges.
Obec sousedí s Itálií a obcemi Bourg-Saint-Pierre, Liddes, Orsières, Sembrancher, Bovernier, Martigny, Saxon, Riddes, Nendaz, Hérémence a Evolène (všechny v kantonu Valais).

## Historie
1. ledna 2021 vznikla sloučením bývalých politických obcí Bagnes a Vollèges obec Val de Bagnes.

## Obyvatelstvo
| Rok  | Bagnes | Vollèges | Celkem |
| 1850 | 4278   | 869      | 5147   |
| 1900 | 4127   | 910      | 5037   |
| 1950 | 3609   | 993      | 4602   |
| 1980 | 4652   | 1024     | 5676   |
| 2000 | 6536   | 1309     | 7845   |
| 2010 | 7726   | 1631     | 9357   |
| 2012 | 7834   | 1740     | 9574   |
| 2014 | 8079   | 1825     | 9904   |
| 2016 | 8073   | 1942     | 10015  |
| 2018 | 8096   | 2018     | 10114  |
| 2020 | 8245   | 2084     | 10329  |